# Montrozier
Montrozier é uma comuna francesa na região administrativa de Occitânia, no departamento de Aveyron. Estende-se por uma área de 46,78 km². Em 2010 a comuna tinha 1 710 habitantes (densidade: 36,6 hab./km²).